# Aufwindkraftwerk Wuhai
Das Aufwindkraftwerk Wuhai ist mit Stand Anfang 2018 das einzige in Betrieb befindliche Aufwindkraftwerk der Welt. Es liegt in Jinshawan, in der Nähe der chinesischen Stadt Wuhai in einem Wüstengebiet der Inneren Mongolei. Das Kraftwerk hat eine installierte Leistung von 200 kW und ging am 10. Dezember 2010 in Betrieb. Nach offiziellen Angaben erzeugt die Anlage jährlich 400.000 kWh elektrische Energie und spart damit, verglichen zu einem thermischen Kraftwerk, 100 Tonnen Kohle und 900 Tonnen Wasser ein. Die Anlage sollte ursprünglich bis 2013 auf eine Fläche von 277 Hektar und eine Gesamtenergieleistung von 27,5 MW ausgebaut werden. Der für diese Anlage verwendete Kamin sollte ursprünglich 200 Meter hoch werden, doch konnte wegen der Nähe zum Flughafen der Stadt Wuhai nur ein 50 Meter hoher Kamin realisiert werden, was die Effizienz reduziert. Die Kollektorflächen der Anlage wurden mit Glas ausgeführt, was wegen der Verkratzungsgefahr bei Sandstürmen eine ungünstige technische Lösung darstellt.
Das Projekt wurde vom Ministerium für Forschung und Technologie der Inneren Mongolei unterstützt und von der Universität für Forschung und Technologie der inneren Mongolei sowie der Technischen Universität von Madrid entwickelt. Die Baukosten von 208 Millionen Dollar wurden von einer lokalen Firma getragen. Laut Rudolf Bergermann zeigt die Anlage jedoch erhebliche Konstruktionsmängel. Der Turm sei nicht hoch genug und die Kollektorfläche zu klein. Die Kollektorfläche besteht aus metallgefassten Glasscheiben, von denen viele aufgrund von thermischen Spannungen gesprungen oder zersplittert sind.